# Maria Ewa Letki
Maria Ewa Letki (ur. 2 listopada 1948 w Niemodlinie) – polska pisarka, autorka opowiadań, bajek i powieści dla dzieci i młodzieży.
Jej utwory przetłumaczono na języki obce: francuski i koreański. Jej książki zdobyły nagrody, w tym tytuł Książki Roku 2010 przyznawany przez Polską Sekcję IBBY (za Zaczarowane historie), Pióro Fredry 2010 (Zaczarowane historie), wyróżnienie Jury Profesjonalnego (dorosłe) w konkursie Nagroda Donga 2010 i nominację do Małego Donga Jury Dziecięcego oraz nominację do  Nagrody Literackiej m.st. Warszawy 2011 (Diabełek), Diabełek i Czarusia zostały wpisane na Listę Skarbów Muzeum Książki Dziecięcej. W 2009 Maria Ewa Letki otrzymała nagrodę Polskiej Sekcji IBBY za całokształt twórczości.

## Twórczość
- Król i mgła (Wydawnictwo Bajka 2012)
- Czarusia (Wydawnictwo Bajka 2011)
- Zaczarowane historie (Wydawnictwo Bajka 2010)
- Diabełek (Ikar 2004, Wydawnictwo Bajka 2010)
- Tajemnicze sprawy (Wydawnictwo Bajka 2009)
- Królewna w koronie (Ezop 2005)
- Krasnoludek (Ikar 2004)
- Niebieski plecak i inne opowiadania (Literatura 2004)
- Mała przyjaciółka czarownicy (Podsiedlik, Raniowski i Spółka 2003)
- Nie wiem skąd wiem (Literatura 2002)
- Tajemnice Małgosi (Literatura 1999, 2002)
- Dama Kier (Nasza Księgarnia 1987, 1994, 1997, Literatura 1999)
- Potwór (Siedmioróg 1992)
- Wyspa Urodzinowa (GiG 1990)
- Jutro znów pójdę w świat. Listy (Literatura 2000) / Demain je repartirai (Flammarion 1981, 1988, 1989, 1992)
- Maluch Szczęściarz (Podsiedlik, Raniowski i Spółka 1996)
- Klucz do leśniczówki (MAW 1989)
- Od dziś za tydzień (Nasza Księgarnia 1988, 1990)
- Łódź Wikingów (Nasza Księgarnia 1982)
- Wakacje z Cynamonem (Nasza Księgarnia 1981, 1987; Prószyński i S-ka 2000)
- Supeł (Nasza Księgarnia 1980)
- Listy (Krajowa Agencja Wydawnicza 1978, 1984)
- Spacer (Nasza Księgarnia 1977, 1978, 1983)
- Dzieci, tropiciele i ten wielki bałagan (KAW 1974)
- opowiadania w „Świerszczyku”
- opowiadania w antologiach
- ponad 35 słuchowisk dla Polskiego Radia